# شنننس پوند سیپلن بس
شنننس پوند سیپلن بس (به انگلیسی: Shannons Pond Seaplane Base) یک فرودگاه همگانی پایگاه هوایی است که یک باند فرود آب دارد و طول باند آن ۴۲۷ متر است. این فرودگاه در کشور ایالات متحده آمریکا قرار دارد و در ارتفاع ۲۴ متری از سطح دریا واقع شده است.